# Schuchertinia
Schuchertinia is een geslacht van neteldieren uit de  familie van de Hydractiniidae.

## Soorten
- Schuchertinia allmanii (Bonnevie, 1898)
- Schuchertinia antonii (Miglietta, 2006)
- Schuchertinia conchicola (Yamada, 1947)
- Schuchertinia epiconcha (Stechow, 1908)
- Schuchertinia milleri (Torrey, 1902)
- Schuchertinia reticulata (Hirohito, 1988)
- Schuchertinia uchidai (Yamada, 1947)